# Ciabatta

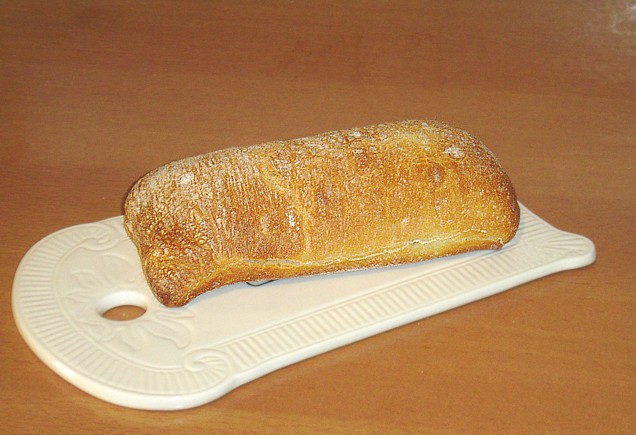
Ciabatta

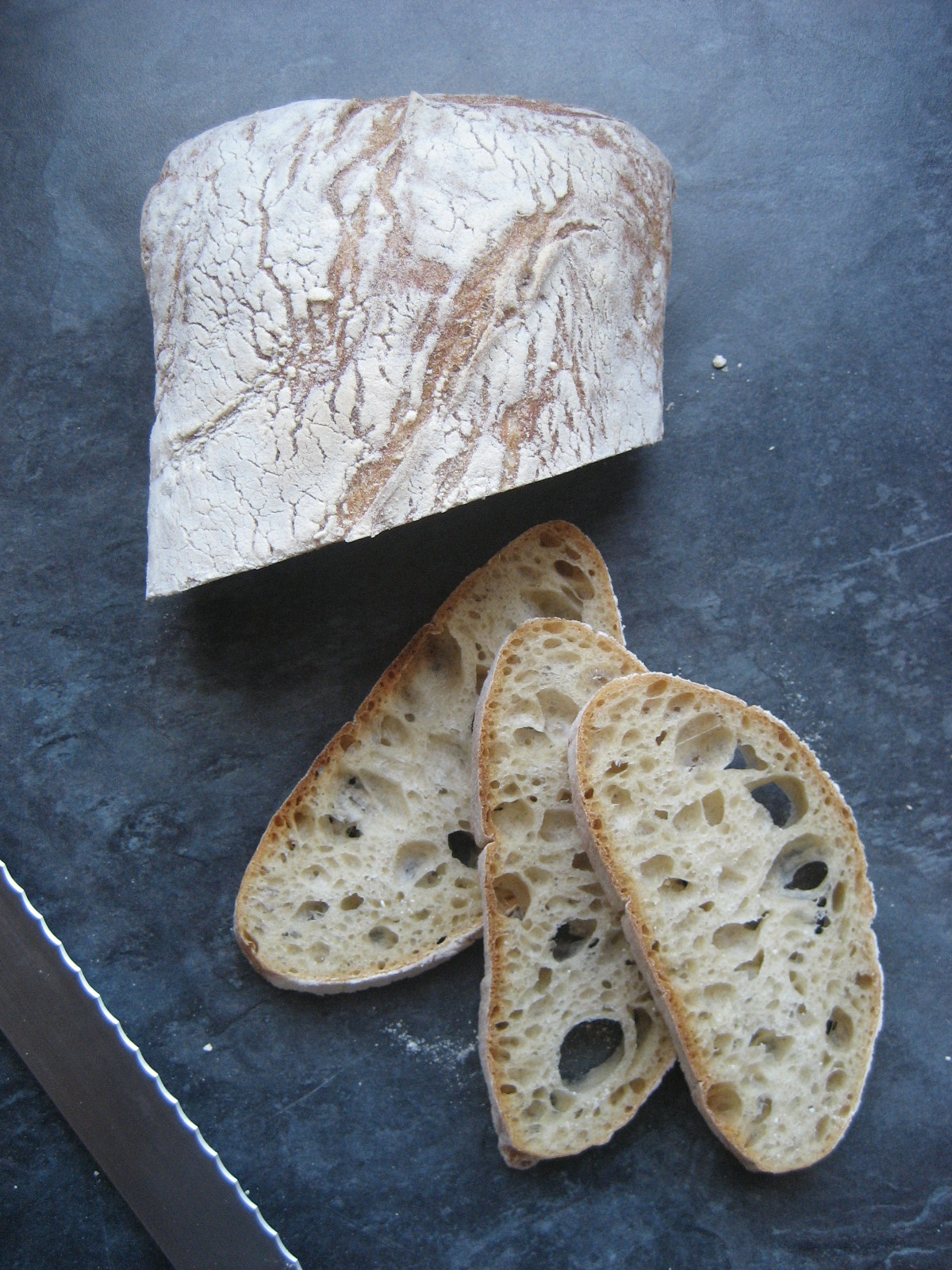
Bei den Ciabatta-Scheiben ist die grobe, ungleichmäßige Porung gut zu erkennen

Ciabatta [tʃaˈbatːa] ist eine Brotsorte italienischer Herkunft aus Weizenmehl, Salz, Hefe, Wasser und Olivenöl. Übersetzt ins Deutsche bedeutet Ciabatta Pantoffel, was von der üblicherweise flachen, breiten und langgezogenen Form des Brots herrühren soll. Das Brot wird meist mit Weizensauerteig zusätzlich zur Hefe produziert, was sowohl für die Lockerung als auch das Aroma sorgt.
Das Brot verfügt über eine ungleichmäßige und grobe Porung und eine kräftige Kruste ohne Ausbund. Bezogen auf die Mehlmenge werden etwa 2,5 % Hefe, 5 % Weizensauerteig und 4 % Olivenöl zugegeben. Das Aroma wird durch die lange Teigruhe von bis zu 48 Stunden besonders gut ausgebildet. Aufgrund der langen Teigruhe werden die Teige bei etwa 25 °C geführt. Der Teigling muss schonend aufgearbeitet werden, damit die grobe Struktur erhalten bleibt. Vor dem Backen werden die Teiglinge in Roggenmehl gewälzt. Angebacken wird das Gebäck heiß bei 250 °C, um dann bei 200 °C ausgebacken zu werden.
Etliche Varianten entstehen durch die Zugabe von Walnüssen, getrockneten Tomaten, Oliven, Kräutern wie  Oregano und Thymian oder Gewürzen.

## Herkunft
Nach Angaben des Istituto Nazionale di Sociologia Rurale wurde dieses Brot im Jahr 1982 von Arnaldo Cavallari in einer Bäckerei in Rovigo in Venetien entwickelt und erstmals vermarktet. Cavallari verwendete dafür eine neue Mehlsorte aus der Mühle seiner Familie. Das Vorbild war eine Brotsorte, die traditionell in der Provinz Como hergestellt wird. Cavallari stellte sein Produkt nach der erfolgreichen Entwicklung industriell her. 1982 ließ er für sein Brot die Bezeichnung Ciabatta Polesano markenrechtlich schützen, 1989 außerdem die Bezeichnung Ciabatta Italiana. Cavallaris Firma Molini Adriesi besitzt die Lizenzrechte für den Vertrieb im Ausland.